# 名張市立図書館
名張市立図書館（なばりしりつとしょかん）は、三重県名張市にある公立図書館である。2006年10月から窓口業務を民間に委託している。

## 概要
- バーコード式の貸出カード（=図書利用カード）で本を借りられる。
- CD・ビデオテープ・DVDも置かれている。また、利用者用パソコンでインターネットのホームページを調べることができる。
- 定期的に視聴覚室において映画上映会が行われ、主に外国の映画を上映する傾向にある。
- ラウンジでは随時、市内各グループの作品展示会などが行われている。
- 館内には江戸川乱歩コーナーがある。

## 建物の概要
- 構造:鉄筋コンクリート2階建（地下1階、地上2階、一部鉄骨造）
- 敷地面積:6,582m2
- 建築面積:1,741m2
- 建築延面積:2,070m2
- 着工:1986年（昭和61年）8月2日
- 竣工:1987年（昭和62年）4月30日

## 沿革
- 1969年（昭和44年）7月 - 図書館開館（名張市丸之内35番地1）[1]。
- 1972年（昭和47年）12月 - 移動図書館｢やまなみ号｣巡回開始[1]。
- 1986年（昭和61年）8月 - 新図書館 新築工事 起工式[1]。
- 1987年（昭和62年）5月 - 旧図書館 業務停止[1]。
- 1987年（昭和62年）7月 - 新図書館 竣工式、新図書館開館（桜ヶ丘3088番地156）[1]。
- 2006年（平成18年）10月 - カウンター業務等一部民間委託開始[1]。
- 2016年（平成28年）3月2日 - 館名にネーミングライツを導入しようとするも、応募者がいなかったため断念することを発表[2]。

## 所在地
- 三重県名張市桜ヶ丘3088番地の156
北緯34度37分16秒 東経136度5分56秒 / 北緯34.62111度 東経136.09889度

## 周辺
- 平尾山カルチャーパーク

## 交通
- 名張市コミュニティバス図書館停留所すぐ
- 近鉄名張駅徒歩10分程度

## 開館日・時間、休館日
- 開館

午前9時30分～午後7時
- 休館

毎週月曜日、毎月最終の火曜日（この日が祝日のときは翌日）、特別整理期間（春期）、年末年始（12月29日～1月3日）

## 移動図書館
『やまなみ号』という愛称の自動車文庫。市内各所を、定期的に巡回している。
- 児童や高齢者など来館が困難な人々にもサービスが受けられるよう、月2回定期的に巡回。
- 小説、実用書から児童書、絵本、紙芝居まで約3,000冊の本を積んでいる。

## 江戸川乱歩関係資料
名張市は作家江戸川乱歩の出身地であることから、乱歩関係の資料を収集している。
また、以下のリファレンスブックを名張市立図書館名義で刊行している（編集担当、中相作）。
- 平井隆太郎・中島河太郎監修『江戸川乱歩リファレンスブック 1 乱歩文献データブック』1997年3月
- 平井隆太郎・中島河太郎監修『江戸川乱歩リファレンスブック 2 江戸川乱歩執筆年譜』1998年3月
- 平井隆太郎監修『江戸川乱歩リファレンスブック 3 江戸川乱歩著書目録』2003年3月